# سرجیو آلیوی
سرجیو آلیوی (انگلیسی: Sergio Allievi؛ زادهٔ ۱۷ ژانویهٔ ۱۹۶۴) بازیکن فوتبال اهل آلمان است.
از باشگاه‌هایی که در آن بازی کرده‌است می‌توان به باشگاه فوتبال دینامو درسدن، باشگاه فوتبال کایزرسلاوترن، و باشگاه فوتبال فورتونا دوسلدورف اشاره کرد.